# Ophélie (lune)
Pour les articles homonymes, voir Ophélie (homonymie).
Ophélie (U VII Ophelia) est un satellite naturel d'Uranus. Il a été découvert en 1986 par la sonde Voyager 2, d'où sa désignation temporaire S/1986 U 8. Excepté ses caractéristiques orbitales et une estimation de ses dimensions, on ne connaît que peu de choses à son sujet.
La présence d'Ophélie et de Cordélia conduit vraisemblablement à stabiliser l'anneau epsilon d'Uranus. Il s'agit donc d'un satellite berger.
Ophélie est située en deçà du rayon de l'orbite synchrone d'Uranus ; c'est-à-dire que son orbite est si basse qu'il lui faut moins de temps pour effectuer un tour complet autour d'Uranus qu'Uranus n'en met pour faire un tour complet sur elle-même. Les forces de marée exercées par Uranus freinent donc Ophélie qui perd lentement de l'altitude. Elle finira un jour par se désagréger ou par s'écraser sur Uranus.
Elle tire son nom de la fille de Polonius (et amante de Hamlet) dans la pièce Hamlet de William Shakespeare.
À ne pas confondre avec l'astéroïde (171) Ophélie.